# 피그페이스

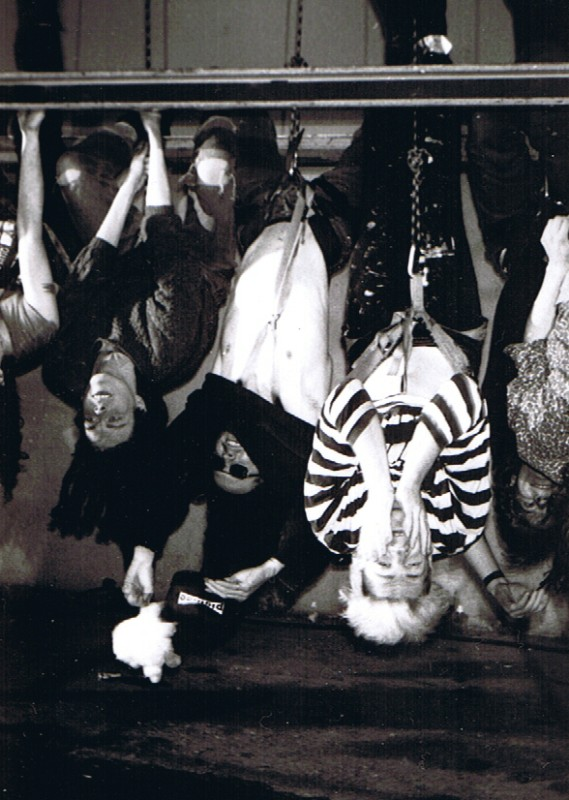
1991년 피그페이스의 멤버의 모습. 왼쪽부터 크리스 코넬리, 니벡 오거, 마틴 앳킨스

피그페이스(Pigface)는 1990년 마틴 앳킨스와 윌리엄 리플린이 1990년 결성한 미국의 인더스트리얼 록 슈퍼그룹이다.

## 역사
피그페이스는 인더스트리얼 메탈 밴드 미니스트리의 《The Mind Is a Terrible Thing to Taste》 투어에서 결성되었다. 이를 위해 알 주르겐센은 마틴 앳킨스, 니벡 오거, 크리스 코넬리 등을 부른다. 또한 투어에서 리플린은 미니스트리 투어에서 드러머로 함께 하고 있었다. 앳킨스가 세컨드 드러머로서 활동하면서 이 라인업으로 "미니스트리 커버 밴드" 보다 훨씬 더 많은 것을 할 수 있을 것 같다고 느꼈다. 투어가 끝난 후 앳킨스와 리플린은 계속 일하기로 결정하였고 투어를 함께할 음악가들을 모집했다. 피그페이스는 실험적인 성향을 가진 많은 음악가들이 연주 후 나가는 스타일의 컬래버를 유지하려는 의도로 탄생했으며, 이들 중 대다수는 초기에 영향력 있던 인더스트리얼 음악 레이블인 왁스 트랙스! 소속이었다.
트렌트 레즈너는 나인 인치 네일스가 주 밴드가 되기 전 초기에 활동한 동료로, 레즈너가 공동 작곡과 보컬에 참여한 〈Suck〉은 언더그라운드 내에서 히트를 쳤으며, 이후 《Broken》 EP에서 재녹음을 했다.
리플린은 첫 번째 투어 이후 피그페이스를 떠났고, 앳킨스가 유일한 창립 멤버가 됐다. 앳킨스는 피그페이스와 함께 녹음하고 공연할 수 있는 수백 명의 협업자와 함께 각 음반, 투어 및 노래가 고유하도록 했다. 그러나 이러한 관행은 연속성이 부족하다는 인식으로 부정적인 반응을 얻었다.
2009년 디트로이트의 레이블 풀 이펙트 레코드는 피그페이스와의 계약을 발표했다. 지난 5년 동안 녹음된 노래의 모음집 《6》는 이러한 발표 직후 발매됐다. 이전과 달리 음반을 지원하기 위한 투어는 없었다.
2019년 3월, 앳킨스는 피그페이스가 1년 만의 투어를 할 것이라고 발표했으며, 2019년 11월에는 동부와 중서부에서의 13개의 공연이 예정되어 있었다. 2020년 2월 12일, 5월에서 7월에 걸쳐 더 큰 전국 투어가 진행될 것으로 발표됐으나 4월 2일 코로나19 범유행으로 투어가 취소됐다고 발표했다.
2020년 3월 24일, 리플린이 59세의 나이로 암으로 사망했다.

## 디스코그래피
정규 음반
- Gub (1991)
- Fook (1992)
- Notes From Thee Underground (1994)
- A New High in Low (1997)
- Easy Listening... (2003)
- 6 (2009)